# 稲荷神社 (八潮市八潮)
稲荷神社（いなりじんじゃ）は、埼玉県八潮市の神社。

## 歴史
創建年代は不明である。ただ近くの円照寺が別当寺であり、円照寺と同時期かそれ以降に創建されたものと推測される。
1871年（明治4年）、近代社格制度に基づく「村社」に列せられた。1978年（昭和53年）に屋根の葺き替えと拝殿が再建された。その時に稲荷神社の総本社である伏見稲荷大社から改めて分霊が勧請された。

## 交通アクセス
- 路線バス上馬場停留所より徒歩5分。